# 小泉久遠寺
小泉久遠寺（こいずみくおんじ）は、静岡県富士宮市小泉にある日蓮宗の本山（由緒寺院）。

## 概要
日興の法脈を継承する富士門流に属し、静岡県の駿東地方に分布する北山本門寺・西山本門寺・大石寺・下条妙蓮寺とともに同門流の「富士五山」を構成する。また、さらに京都要法寺・伊豆実成寺・保田妙本寺とあわせて「興門八本山」のひとつにも数えられる。開山日蓮・二祖日興・三祖日目・開基日郷は第4代である。

## 起源と歴史
- 1334年（建武元年）正月　日興の高弟・宰相阿闍梨日郷、小泉蓮蔵坊〔小泉久遠寺〕を創す。
- 1341年（興国2年/暦応4年）　日郷の弟子日叡が小泉蓮蔵坊に詣ず。
- 1344年（興国5年）12月12日　保田日郷・薩摩阿日叡を伴って小泉蓮蔵坊に赴く。
- 1345年（興国6年）3月18日　薩摩阿日叡、京より小泉蓮蔵坊への帰途につく。
- 1402年（応永9年）4月　大石寺日時、本尊を書写し大石寺檀那小泉講に授与。
- 1416年（応永23年）4月8日　保田日伝、小泉道場〔久遠寺〕を円乗坊日宣に、次いで法泉坊日崇に譲る。
- 1443年（嘉吉3年）　小泉日安、日向定善寺に赴き本尊を改む。
- 1468年（応仁2年）　保田日安、駿河小泉に久遠寺を創す。
- 1482年（文明14年）9月7日　大石寺と重須・保田・小泉衆徒諍論
- 1537年（天文6年）兵火で全焼
- 1545年（天文14年）　兵部阿日義が代官分となる
- 1546年（天文15年）9月29日　朝比奈親徳・保田日我の小泉久遠寺再興の願により同寺の諸役を免ず
- 1547年（天文16年）春　再建
- 1549年（天文18年）14世日我の時に今川氏真より朱印下附。11月6日、保田日我、小泉久遠寺置文を定む
- 1560年（永禄3年）8月28日　今川氏真、小泉久遠寺の諸役を免ず。
- 1588年（天正16年）11月15日　保田日侃、小泉・身延通用の扱いにつき小泉久遠寺日珍及び檀中に書を送りその結束を促す
- 1593年（文禄2年）12月26日　保田日侃、妙本寺を小泉日珍に譲り小泉久遠寺を学頭日成に相続せしむ。
- 1622年（元和8年）　御影堂が建立される。
- 1648年（慶安1年）2月20日　保田日前、小泉久遠寺及び衆檀中へ保田妙本寺の後董を求む。
- 1680年（延宝8年）頃　全焼。
- 1785年（天明5年）　寺領の民家焼ける。
- 1789年（寛政元年）　11代将軍のとき、松平紀伊守を通じて国土安穏の祈祷を仰せつけられる。
- 1835年（天保6年）　本堂・書院・塔中を全焼す。
- 1868年（明治元年）4月　客殿・書院・大庫裡・長屋門・玄間など五棟を焼失。
- 1868年（明治元年）6月　大庫裡再建。
- 1876年（明治9年）　末寺4ヶ寺とともに、富士門流の統一教団日蓮宗興門派の結成に参加。
- 1880年（明治13年）11月9日　小学校開校祝いの花火の災禍で本堂が焼け落ちる。
- 1884年（明治17年）　上野・東光寺の本堂を譲り受けて仮本堂とした。
- 1899年（明治32年）　日蓮宗興門派は日蓮本門宗（本門宗）と改称。
- 1941年（昭和16年）　本門宗は一致派の日蓮宗・勝劣派の顕本法華宗とともに三派合同を行い、日蓮宗を結成。
- 1952年（昭和27年）　客殿完成

## 歴代住職
| 代   | 日号 | 阿闍梨号・院号     | 御遷化年月日                                                | 享年 | 備考                                                                                      |
| ---- | ---- | ------------------ | ----------------------------------------------------------- | ---- | ----------------------------------------------------------------------------------------- |
| 開山 | 日蓮 | 立正大師           | 弘安5年10月13日（1282年）                                   | 61歳 | 武蔵・池上で入滅                                                                          |
| 2祖  | 日興 | 白蓮阿闍梨         | 元弘3年2月7日（1333年）南朝 正慶2年2月7日（1333年）北朝     | 88歳 | 上条大石寺 開山 北山本門寺 開山                                                           |
| 3祖  | 日目 | 新田卿阿闍梨       | 元弘3年11月15日（1333年）南朝 正慶2年11月15日（1333年）北朝 | 74歳 | 美濃・垂井で遷化                                                                          |
| 4世  | 日郷 | 宰相阿闍梨         | 文和2年4月25日（1353年）                                    | 61歳 | 大田氏 保田4代 安房・保田妙本寺開山 駿河・小泉久遠寺、本妙寺、妙圓寺開山 日向・妙國寺開山 |
| 5世  | 日傳 | 中納言阿闍梨       | 應永23年10月11日（1416年）                                  | 77歳 | 保田5代                                                                                   |
| 6世  | 日周 | 侍従阿闍梨         | 嘉吉元年6月13日（1441年）                                   | 81歳 | 保田6代                                                                                   |
| 7世  | 日祐 | 二位阿闍梨         | 永享7年3月13日（1435年）                                    | 61歳 | 保田7代                                                                                   |
| 8世  | 日永 | 成就阿闍梨         | 寛正元年1月8日（1460年）                                    |      | 保田8代                                                                                   |
| 9世  | 日安 | 按察阿闍梨         | 長享元年7月22日（1487年）                                   | 75歳 | 保田9代                                                                                   |
| 10世 | 日信 | 大蔵阿闍梨         | 延徳元年2月17日（1489年）                                   | 64歳 | 保田10代                                                                                  |
| 11世 | 日要 | 三河阿闍梨         | 永正11年11月16日（1514年）                                  | 79歳 | 保田11代                                                                                  |
| 12世 | 日清 | 左京阿闍梨         | 文亀3年1月18日（1503年）                                    |      | 保田12代                                                                                  |
| 13世 | 日繼 | 二位阿闍梨         | 大永7年7月2日（1527年）                                     | 65歳 | 保田13代                                                                                  |
| 14世 | 日我 | 大夫阿闍梨         | 天正14年11月11日（1586年）                                  | 79歳 | 保田14代                                                                                  |
| 15世 | 日侃 | 宰相阿闍梨         | 慶長6年6月6日（1601年）                                     | 77歳 | 保田15代                                                                                  |
| 16世 | 日珍 | 左京阿闍梨         | 寛永18年3月8日（1641年）                                    |      | 保田16代                                                                                  |
| 17世 | 日東 | 和泉阿闍梨         | 寛永10年4月14日（1633年）                                   | 44歳 | 保田17代                                                                                  |
| 18世 | 日前 | 権太夫阿闍梨       | 慶安元年3月19日（1648年）                                   | 65歳 | 保田18代                                                                                  |
| 19世 | 日應 | 前司阿闍梨         | 延宝4年12月10日（1676年）                                   | 51歳 | 保田19代                                                                                  |
| 20世 | 日舜 | 因位阿闍梨         | 万治2年3月29日（1659年）                                    |      |                                                                                           |
| 21世 | 日有 | 遣普阿闍梨         | 元禄4年2月6日（1691年）                                     | 82歳 | 保田20代                                                                                  |
| 22世 | 日重 | 駿河阿闍梨         | 元禄3年10月1日（1690年）                                    | 71歳 | 保田21代                                                                                  |
| 23世 | 日達 | 伊東阿闍梨         | 宝永元年11月2日                                             | 63歳 | 保田22代                                                                                  |
| 24世 | 日躰 |                    | 元禄2年6月14日（1689年）                                    | 39歳 | 保田23代                                                                                  |
| 25世 | 日賢 |                    | 享保11年5月18日（1726年）                                   | 59歳 | 保田24代                                                                                  |
| 26世 | 日壽 | 信行阿闍梨         | 宝暦5年1月18日（1755年）                                    | 69歳 | 保田25代                                                                                  |
| 27世 | 日淳 |                    | 元文2年7月3日（1737年）                                     | 63歳 | 保田26代                                                                                  |
| 28世 | 日忍 |                    | 享保16年5月3日（1731年）                                    | 60歳 |                                                                                           |
| 29世 | 日甫 |                    | 天明元年10月15日（1781年）                                  | 81歳 | 保田27代                                                                                  |
| 30世 | 日幽 |                    | 元文5年5月10日（1740年）                                    | 96歳 | 保田28代                                                                                  |
| 31世 | 日儀 | 大要阿闍梨         | 寛延元年12月3日（1748年）                                   | 69歳 |                                                                                           |
| 32世 | 日潤 |                    | 宝暦12年3月24日（1762年）                                   | 51歳 | 保田29代                                                                                  |
| 33世 | 日演 |                    | 明和7年10月15日（1770年）                                   | 62歳 | 保田30代                                                                                  |
| 34世 | 日正 |                    | 文政元年3月4日（1818年）                                    | 84歳 | 保田31代                                                                                  |
| 35世 | 日量 | 出水阿闍梨         | 安永6年1月3日（1777年）                                     | 64歳 |                                                                                           |
| 36世 | 日観 |                    | 安永7年6月29日（1778年）                                    |      |                                                                                           |
| 37世 | 日暁 |                    | 寛政6年11月15日（1794年）                                   | 49歳 | 保田32代                                                                                  |
| 38世 | 日恵 |                    | 天明7年5月3日（1787年）                                     | 70歳 |                                                                                           |
| 39世 | 日縁 |                    | 寛政3年1月18日（1791年）                                    | 68歳 | 伊豆実成寺31代                                                                            |
| 40世 | 日承 |                    | 文政7年1月21日（1824年）                                    | 72歳 | 保田33代                                                                                  |
| 41世 | 日穏 |                    | 寛政11年9月1日（1799年）                                    | 70歳 |                                                                                           |
| 42世 | 日因 |                    | 文政11年4月22日（1828年）                                   | 84歳 |                                                                                           |
| 43世 | 日就 |                    | 文化10年8月18日（1813年）                                   | 53歳 |                                                                                           |
| 44世 | 日眷 |                    | 天保3年3月28日（1832年）                                    | 57歳 | 保田34代                                                                                  |
| 45世 | 日曜 | 三枝阿闍梨         | 安政4年5月25日（1857年）                                    | 74歳 | 保田35代                                                                                  |
| 46世 | 日諦 |                    | 天保14年3月4日（1843年）                                    | 46歳 |                                                                                           |
| 47世 | 日樹 |                    | 安政4年3月4日（1857年）                                     | 48歳 |                                                                                           |
| 48世 | 日勧 |                    | 明治40年10月13日                                            | 91歳 | 富士氏 保田37代                                                                           |
| 49世 | 日英 |                    | 明治3年7月22日                                              | 38歳 | 保田38代                                                                                  |
| 50世 | 日晴 |                    | 明治33年4月7日                                              | 76歳 | 新田氏                                                                                    |
| 51世 | 日任 |                    | 明治19年8月15日                                             | 51歳 | 島田氏 日向・定善寺29代                                                                   |
| 52世 | 日霊 |                    | 明治31年3月5日                                              | 61歳 | 富士氏 保田39代                                                                           |
| 53世 | 日海 | 妙高院             | 明治41年8月21日                                             | 79歳 | 妙高氏                                                                                    |
| 54世 | 日純 |                    | 明治45年4月21日                                             | 49歳 | 小原氏 保田42代                                                                           |
| 55世 | 日堂 |                    | 昭和2年7月26日                                              | 76歳 | 富士氏 保田43代                                                                           |
| 56世 | 日開 |                    | 明治42年10月12日                                            | 49歳 | 福田氏 保田41代                                                                           |
| 57世 | 日悟 |                    | 昭和10年10月8日                                             | 84歳 | 稲葉氏                                                                                    |
| 58世 | 日典 |                    | 昭和12年10月15日                                            | 72歳 | 野崎氏 保田44代                                                                           |
| 59世 | 日顕 | 上総阿闍梨・海全院 | 昭和14年1月7日                                              | 70歳 | 吉田氏 保田48代 駿河・妙圓寺53代 日向・本東寺28代                                         |
| 60世 | 日邦 |                    | 昭和26年8月8日                                              | 76歳 | 青木氏 保田49代                                                                           |
| 61世 | 日恭 |                    | 昭和49年4月18日                                             | 89歳 | 小原氏                                                                                    |
| 62世 | 日運 | 恭道院             | 昭和63年12月30日                                            | 90歳 | 瀬戸氏 安房・大行寺32代                                                                   |
| 63世 | 日隆 | 顯松院             | 平成7年6月29日                                              | 80歳 | 吉田氏                                                                                    |
| 64世 | 日重 | 英順院             |                                                             |      | 旭英順 駿河・久成寺より晋山 現・北山本門寺貫首                                            |
| 65世 | 日綱 | 顯成院             | 令和2年9月20日                                              | 72才 | 吉田顕綱 駿河・圓蔵寺より晋山                                                             |
| 66世 | 日旺 |                    |                                                             |      | 安藝氏 出羽・妙圓寺より晋山                                                               |

## 境内
- 本堂
- 客殿
- 大庫裡
- 黒門
- 大乗坊

## 旧末寺
日蓮宗は昭和16年に本末を解体したため、現在では、旧本山・旧末寺と呼びならわしている。
- 富士山大乗坊（静岡県富士宮市小泉）- 塔頭
- 長久山円蔵寺（静岡県駿東郡長泉町元長窪）
- 日照山長遠寺（静岡県富士市三ツ沢）
- 萱守山妙円寺（静岡県富士宮市小泉）

## 交通アクセス
- JR身延線富士宮駅より車
- 西富士道路と国道139号の合流地点より500m